# Campeonato Mundial Feminino de Xadrez de 2023
O Campeonato Mundial Feminino de Xadrez de 2023 é um match de xadrez pelo título do Campeonato Mundial Feminino de Xadrez. É disputado pela atual campeã, GM Ju Wenjun, e sua desafiante, GM Lei Tingjie, a vencedora do torneio de Candidatas de 2022–23. 
Os primeiros 6 jogos foram disputados na cidade de Xangai, China, os outros 6 na cidade de Chongqing também na China.
Ju Wenjun venceu por 6,5 a 5,5 conquistando seu quarto título mundial

### Resultados: ⁣
| Jogador     | Rating | Clássicas | Clássicas | Clássicas | Clássicas | Clássicas | Clássicas | Clássicas | Clássicas | Clássicas | Clássicas | Clássicas | Clássicas | Pontos | Rápidas-Tiebreak | Rápidas-Tiebreak | Rápidas-Tiebreak | Rápidas-Tiebreak | Pontos de desempate |
| ----------- | ------ | --------- | --------- | --------- | --------- | --------- | --------- | --------- | --------- | --------- | --------- | --------- | --------- | ------ | ---------------- | ---------------- | ---------------- | ---------------- | ------------------- |
| Jogador     | Rating | 1         | 2         | 3         | 4         | 5         | 6         | 7         | 8         | 9         | 10        | 11        | 12        | Pontos | 1                | 2                | 3                | 4                | Pontos de desempate |
| Ju Wenjun   | 2564   | ½         | ½         | ½         | ½         | 0         | ½         | ½         | 1         | ½         | ½         | ½         | 1         | 6½     |                  |                  |                  |                  |                     |
| Lei Tingjie | 2554   | ½         | ½         | ½         | ½         | 1         | ½         | ½         | 0         | ½         | ½         | ½         | 0         | 5½     |                  |                  |                  |                  |                     |